# Pickelhaube
De Pickelhaube is een type helm dat in 1842 onder Frederik Willem IV werd ingevoerd voor het leger van Pruisen, gemaakt van geperst leer met metalen versierselen en een metalen punt. De punt diende ter bescherming in gevechten met een sabel. Later werden de helmen door middel van een speciaal ontworpen doek gecamoufleerd. In de Eerste Wereldoorlog bleek de Pickelhaube niet meer geschikt, enerzijds omdat het materiaal van de helm onvoldoende geschikt was om granaatscherveren en vallend puin tegen te houden, anderzijds omdat de glimmende punt een richtpunt voor de vijand gaf wanneer een soldaat over de rand van een loopgraaf keek. In 1916 werd daarom de Stahlhelm ingevoerd. Na de oorlog bleef de Pickelhaube alleen nog in gebruik bij de politie en de brandweer.

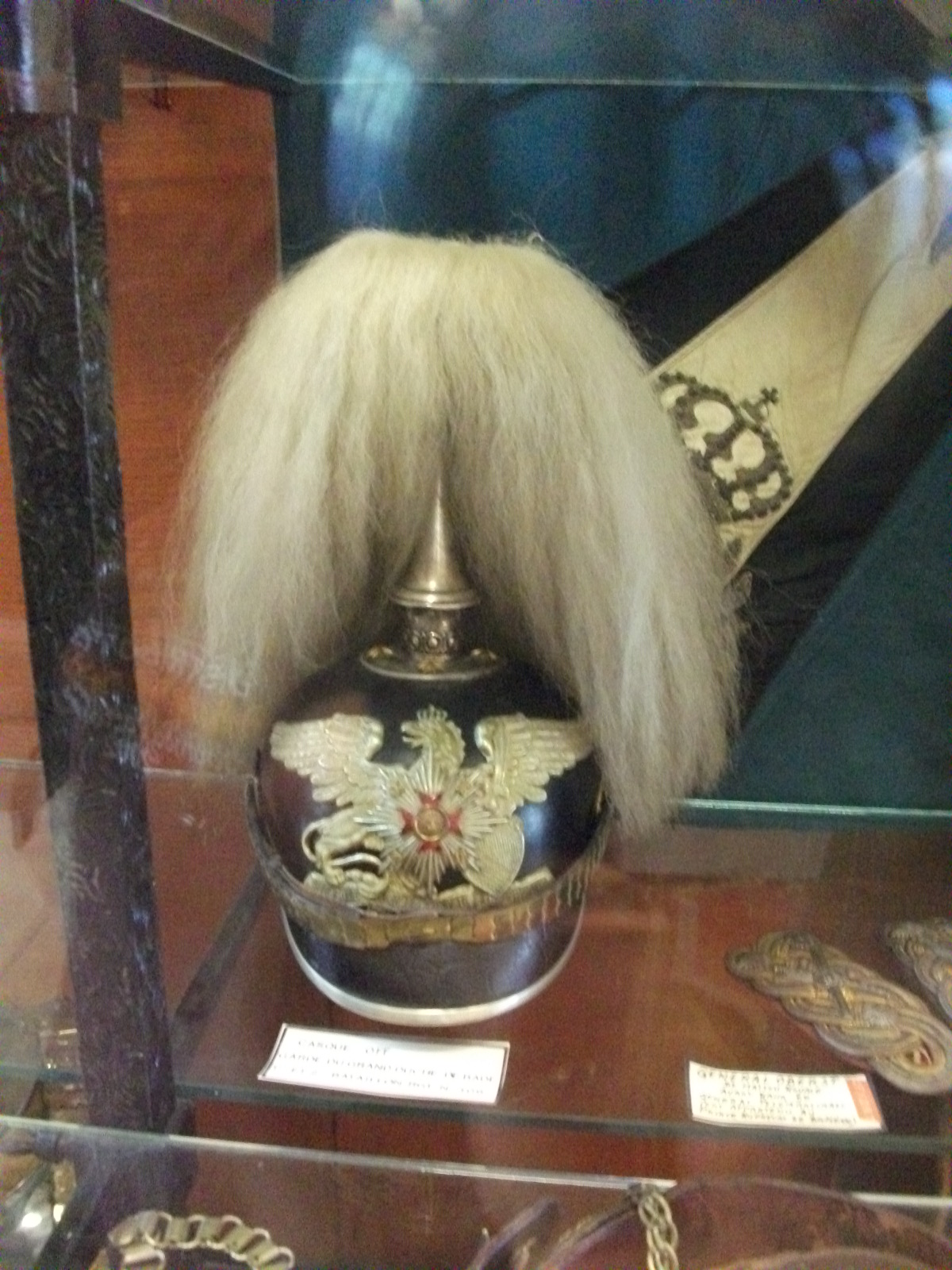
Pickelhaube van het 1. Badisches Leib-Grenadier-Regiment Nr. 109
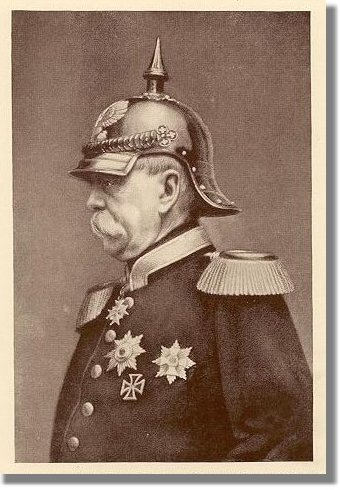
Otto von Bismarck met pickelhaube
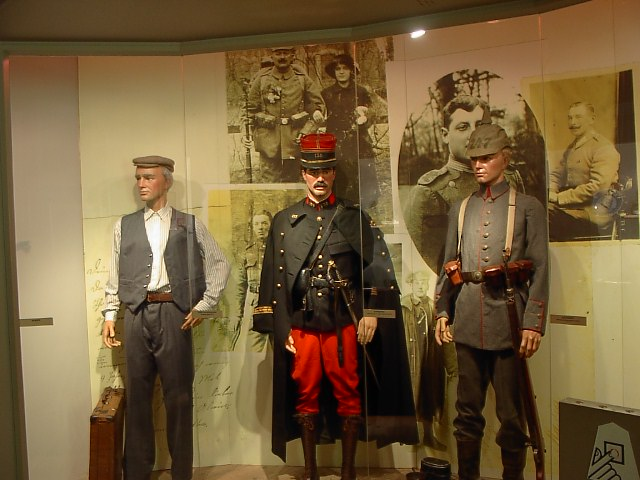
Rechts staat soldaat 247 met een gecamoufleerde Pickelhaube (Memorial Museum Passchendaele 1917)
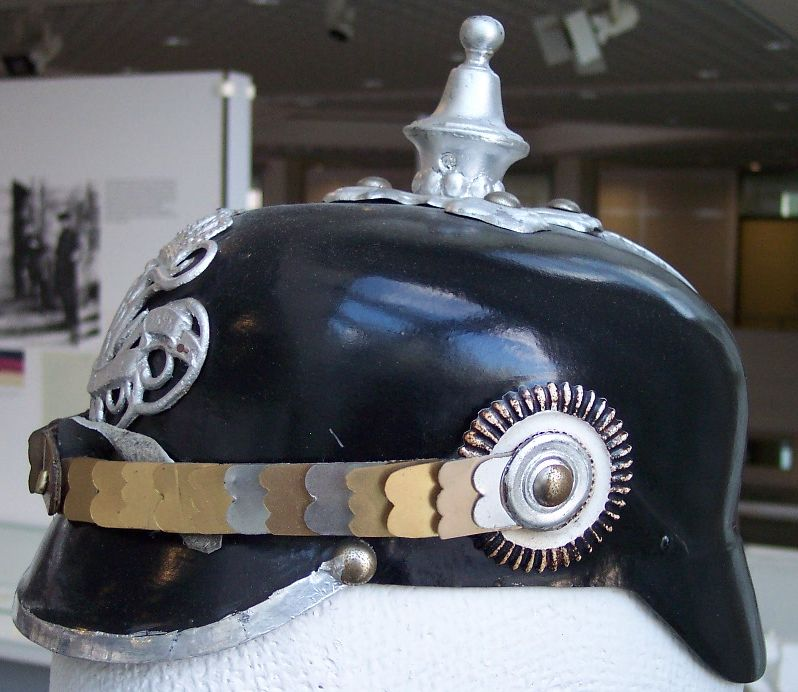
Pickelhaube zoals tot 1918 door de Pruisische politie gedragen werd